# Braunschweiger Turn- und Sportverein Eintracht von 1895 1979-1980
Questa voce raccoglie le informazioni riguardanti il Braunschweiger Turn- und Sportverein Eintracht von 1895 nelle competizioni ufficiali della stagione 1979-1980.

## Stagione
Nella stagione 1979-1980 l'Eintracht Braunschweig, allenato da Heinz Lucas e Uli Maslo, concluse il campionato di Bundesliga al 18º posto. In Coppa di Germania l'Eintracht Braunschweig fu eliminato al terzo turno dallo Stoccarda.

## Rosa
| N. |                     | Ruolo | Calciatore           |
| -- | ------------------- | ----- | -------------------- |
|    | Germania (bandiera) | P     | Bernd Franke         |
|    | Germania (bandiera) | P     | Uwe Hain             |
|    | Svezia (bandiera)   | D     | Hasse Borg           |
|    | Germania (bandiera) | D     | Michael Geiger       |
|    | Germania (bandiera) | D     | Wolfgang Grobe       |
|    | Germania (bandiera) | D     | Reiner Hollmann      |
|    | Germania (bandiera) | D     | Franz Merkhoffer     |
|    | Germania (bandiera) | D     | Dieter Zembski       |
|    | Germania (bandiera) | C     | Matthias Bruns       |
|    | Germania (bandiera) | C     | Lars Ellmerich       |
|    | Germania (bandiera) | C     | Dietmar Erler        |
|    | Germania (bandiera) | C     | Karl-Heinz Handschuh |

| N. |                     | Ruolo | Calciatore            |
| -- | ------------------- | ----- | --------------------- |
|    | Germania (bandiera) | C     | Volker Heuschkel      |
|    | Slovenia (bandiera) | C     | Danilo Popivoda       |
|    | Germania (bandiera) | C     | Frank Schön           |
|    | Germania (bandiera) | C     | Holger Trimhold       |
|    | Germania (bandiera) | C     | Manfred Tripbacher    |
|    | Germania (bandiera) | A     | Heinz-Werner Eggeling |
|    | Germania (bandiera) | A     | Frank Holzer          |
|    | Germania (bandiera) | A     | Uwe Krause            |
|    | Germania (bandiera) | A     | Peter Lübeke          |
|    | Germania (bandiera) | A     | Uwe Nester            |
|    | Germania (bandiera) | A     | Ronnie Worm           |

## Organigramma societario
Area tecnica
- Allenatore: Uli Maslo
- Allenatore in seconda: Heinz Patzig
- Preparatore dei portieri:
- Preparatori atletici:

## Calciomercato

### Sessione estiva
| Acquisti | Acquisti             | Acquisti        | Acquisti |
| R.       | Nome                 | da              | Modalità |
| -------- | -------------------- | --------------- | -------- |
| D        | Michael Geiger       | Union Böckingen |          |
| A        | Hans-Jürgen Salewski | Preußen Münster |          |
| C        | Holger Trimhold      | Bochum          |          |
| A        | Ronnie Worm          | Duisburg        |          |

| Cessioni | Cessioni          | Cessioni            | Cessioni |
| R.       | Nome              | a                   | Modalità |
| -------- | ----------------- | ------------------- | -------- |
| C        | Harald Aumeier    | Röchling Völklingen |          |
| C        | Wolfgang Dremmler | Bayern Monaco       |          |
| A        | Harald Nickel     | Borussia M'gladbach |          |

### Sessione invernale
| Acquisti | Acquisti              | Acquisti | Acquisti |
| R.       | Nome                  | da       | Modalità |
| -------- | --------------------- | -------- | -------- |
| A        | Heinz-Werner Eggeling | Bochum   |          |

| Cessioni | Cessioni             | Cessioni     | Cessioni |
| R.       | Nome                 | a            | Modalità |
| -------- | -------------------- | ------------ | -------- |
| A        | Hans-Jürgen Salewski | TeBe Berlino |          |

## Risultati

### Bundesliga

#### Girone di andata
| Berlino 11 agosto 1979, ore 15:30 CEST 1ª giornata | Hertha Berlino | 0 – 0 referto | Eintracht Braunschweig | Stadio Olimpico (23 000 spett.)\| Arbitro: \| Stäglich \| |
| Arbitro:                                           | Stäglich       |               |                        |                                                           |

| Arbitro: | Dreher |

|                                      |           |  |
| Dietz 1’ (aut.) Handschuh 58’ (rig.) | Marcatori |  |

| Arbitro: | Assenmacher |

|                      |           |  |
| Pirrung 10’ Geye 80’ | Marcatori |  |

| Arbitro: | Eschweiler |

|                       |           |                             |
| Worm 25’ Popivoda 78’ | Marcatori | 32’ Cha 47’, 73’ Hölzenbein |

| Arbitro: | Aldinger |

|                                                                            |           |  |
| Cullmann 7’ Okudera 32’ Müller 47’, 66’, 78’, 90’ Willkomm 81’ Willmer 87’ | Marcatori |  |

| Arbitro: | Michel |

|          |           |                               |
| Worm 61’ | Marcatori | 62’ Reinders 75’ (aut.) Bruns |

| Arbitro: | Quindeau |

|                  |           |           |
| Raschid 16’, 45’ | Marcatori | 32’ Grobe |

| Braunschweig 6 ottobre 1979, ore 15:30 CET 8ª giornata | Eintracht Braunschweig | 0 – 0 referto | Monaco 1860 | Stadion an der Hamburger Straße (10 000 spett.)\| Arbitro: \| Uhlig \| |
| Arbitro:                                               | Uhlig                  |               |             |                                                                        |

| Arbitro: | Messmer |

|                      |           |  |
| Burgsmüller 24’, 86’ | Marcatori |  |

| Arbitro: | Brückner |

|                    |           |                          |
| Worm 82’ Grobe 86’ | Marcatori | 18’, 89’ Allofs 57’ Seel |

| Arbitro: | Burgers |

|                             |           |  |
| Hattenberger 21’ Müller 90’ | Marcatori |  |

| Arbitro: | Clajus |

|                        |           |  |
| Grobe 9’ Worm 83’, 89’ | Marcatori |  |

| Arbitro: | Luca |

|                             |           |                   |
| Erler 21’ Worm 44’ Borg 52’ | Marcatori | 64’ (rig.) Demuth |

| Arbitro: | Joos |

|               |           |  |
| Abramczik 63’ | Marcatori |  |

| Arbitro: | Walz |

|              |           |                 |
| Popivoda 45’ | Marcatori | 37’ (aut.) Borg |

| Arbitro: | Engel |

|              |           |              |
| Matthäus 27’ | Marcatori | 45’ Eggeling |

| Arbitro: | Risse |

|          |           |            |
| Borg 46’ | Marcatori | 63’ Janzon |

#### Girone di ritorno
| Arbitro: | Assenmacher |

|                                 |           |              |
| Worm 14’ Bruns 41’ Popivoda 68’ | Marcatori | 89’ Agerbeck |

| Duisburg 26 gennaio 1980, ore 15:30 CET 19ª giornata | Duisburg | 0 – 0 referto | Eintracht Braunschweig | Wedaustadion (10 000 spett.)\| Arbitro: \| Michel \| |
| Arbitro:                                             | Michel   |               |                        |                                                      |

| Arbitro: | Ahlenfelder |

|  |           |             |
|  | Marcatori | 57’ Kaminke |

| Arbitro: | Hennig |

|                                                                              |           |                           |
| Pezzey 25’ Cha 38’ Nachtweih 45’ Nickel 51’ Hölzenbein 62’, 63’ Borchers 82’ | Marcatori | 30’ Trimhold 73’ Eggeling |

| Arbitro: | Ross |

|                           |           |            |
| Trimhold 12’ Popivoda 83’ | Marcatori | 87’ Müller |

| Arbitro: | Schmoock |

|                                  |           |  |
| Reinders 9’, 45’, 65’ Dreßel 10’ | Marcatori |  |

| Arbitro: | Gabor |

|              |           |           |
| Trimhold 31’ | Marcatori | 71’ Ehmke |

| Arbitro: | Eschweiler |

|                          |           |  |
| Grünther 31’ Stering 55’ | Marcatori |  |

| Arbitro: | Linn |

|              |           |  |
| Popivoda 36’ | Marcatori |  |

| Arbitro: | Treib |

|                            |           |                       |
| Allofs 43’, 47’ Bommer 74’ | Marcatori | 73’ Borg 79’ Eggeling |

| Arbitro: | Eschweiler |

|  |           |                         |
|  | Marcatori | 37’ Müller 61’ Ohlicher |

| Arbitro: | Walz |

|                      |           |           |
| Pinkall 49’ Abel 85’ | Marcatori | 21’ Bruns |

| Arbitro: | Dreher |

|                           |           |                |
| Hermann 6’, 71’ Szech 25’ | Marcatori | 79’ Merkhoffer |

| Arbitro: | Messmer |

|              |           |                |
| Eggeling 56’ | Marcatori | 61’ Berkemeier |

| Arbitro: | Stäglich |

|                         |           |  |
| Hrubesch 57’ Keegan 59’ | Marcatori |  |

| Arbitro: | Walz |

|  |           |                                  |
|  | Marcatori | 41’ Kulik 50’ Nielsen 70’ Lienen |

| Arbitro: | Ahlenfelder |

|                                   |           |          |
| Breitner 6’ (rig.) Rummenigge 52’ | Marcatori | 88’ Worm |

### Coppa di Germania
| Arbitro: | Horeis |

|            |           |  |
| Krause 14’ | Marcatori |  |

| Arbitro: | Brückner |

|                                 |           |                 |
| Grobe 5’, 43’ Krause 40’ (rig.) | Marcatori | 82’ (rig.) Witt |

| Arbitro: | Stäglich |

|                          |           |                                       |
| Bruns 61’ Tripbacher 72’ | Marcatori | 18’ Ohlicher 83’ Förster 97’ Hadewicz |

## Statistiche

### Statistiche di squadra
| Competizione      | Punti | In casa | In casa | In casa | In casa | In casa | In casa | In trasferta | In trasferta | In trasferta | In trasferta | In trasferta | In trasferta | Totale | Totale | Totale | Totale | Totale | Totale | DR  |
| Competizione      | Punti | G       | V       | N       | P       | Gf      | Gs      | G            | V            | N            | P            | Gf           | Gs           | G      | V      | N      | P      | Gf     | Gs     | DR  |
| ----------------- | ----- | ------- | ------- | ------- | ------- | ------- | ------- | ------------ | ------------ | ------------ | ------------ | ------------ | ------------ | ------ | ------ | ------ | ------ | ------ | ------ | --- |
| Bundesliga        | 20    | 17      | 6       | 5       | 6       | 23      | 21      | 17           | 0            | 3            | 14           | 9            | 43           | 34     | 6      | 8      | 20     | 32     | 64     | -32 |
| Coppa di Germania | -     | 3       | 2       | 0       | 1       | 6       | 4       | 0            | 0            | 0            | 0            | 0            | 0            | 3      | 2      | 0      | 1      | 6      | 4      | +2  |
| Totale            | 20    | 20      | 8       | 5       | 7       | 29      | 25      | 17           | 0            | 3            | 14           | 9            | 43           | 37     | 8      | 8      | 21     | 38     | 68     | -30 |

### Andamento in campionato
| Giornata  | 1  | 2 | 3  | 4  | 5  | 6  | 7  | 8  | 9  | 10 | 11 | 12 | 13 | 14 | 15 | 16 | 17 | 18 | 19 | 20 | 21 | 22 | 23 | 24 | 25 | 26 | 27 | 28 | 29 | 30 | 31 | 32 | 33 | 34 |
| --------- | -- | - | -- | -- | -- | -- | -- | -- | -- | -- | -- | -- | -- | -- | -- | -- | -- | -- | -- | -- | -- | -- | -- | -- | -- | -- | -- | -- | -- | -- | -- | -- | -- | -- |
| Luogo     | T  | C | T  | C  | T  | C  | T  | C  | T  | C  | T  | C  | C  | T  | C  | T  | C  | C  | T  | C  | T  | C  | T  | C  | T  | C  | T  | C  | T  | T  | C  | T  | C  | T  |
| Risultato | N  | V | P  | P  | P  | P  | P  | N  | P  | P  | P  | V  | V  | P  | N  | N  | N  | V  | N  | P  | P  | V  | P  | N  | P  | V  | P  | P  | P  | P  | N  | P  | P  | P  |
| Posizione | 11 | 5 | 11 | 14 | 17 | 17 | 18 | 18 | 18 | 18 | 18 | 18 | 17 | 18 | 17 | 18 | 17 | 16 | 16 | 17 | 17 | 17 | 17 | 17 | 17 | 17 | 17 | 18 | 18 | 18 | 18 | 18 | 18 | 18 |

Legenda:

Luogo: C = Casa; T = Trasferta. Risultato: V = Vittoria; N = Pareggio; P = Sconfitta.

### Statistiche dei giocatori
| Giocatore     | Bundesliga | Bundesliga | Bundesliga  | Bundesliga | Coppa di Germania | Coppa di Germania | Coppa di Germania | Coppa di Germania | Totale   | Totale | Totale      | Totale     |
| Giocatore     | Presenze   | Reti       | Ammonizioni | Espulsioni | Presenze          | Reti              | Ammonizioni       | Espulsioni        | Presenze | Reti   | Ammonizioni | Espulsioni |
| ------------- | ---------- | ---------- | ----------- | ---------- | ----------------- | ----------------- | ----------------- | ----------------- | -------- | ------ | ----------- | ---------- |
| H. Borg       | 33         | 3          | 3           | 0          | 2                 | 0                 | 0                 | 0                 | 35       | 3      | 3           | 0          |
| M. Bruns      | 27         | 2          | 1           | 0          | 3                 | 1                 | 0                 | 0                 | 30       | 3      | 1           | 0          |
| H. Eggeling   | 16         | 4          | 2           | 0          | 1                 | 0                 | 0                 | 0                 | 17       | 4      | 2           | 0          |
| L. Ellmerich  | 2          | 0          | 0           | 0          | 0                 | 0                 | 0                 | 0                 | 2        | 0      | 0           | 0          |
| D. Erler      | 26         | 1          | 4           | 0          | 2                 | 0                 | 0                 | 0                 | 28       | 1      | 4           | 0          |
| B. Franke     | 21         | 0          | 0           | 0          | 1                 | 0                 | 0                 | 0                 | 22       | 0      | 0           | 0          |
| M. Geiger     | 11         | 0          | 0           | 0          | 2                 | 0                 | 0                 | 0                 | 13       | 0      | 0           | 0          |
| W. Grobe      | 28         | 3          | 7           | 0          | 3                 | 2                 | 2                 | 0                 | 31       | 5      | 9           | 0          |
| U. Hain       | 13         | 0          | 0           | 0          | 2                 | 0                 | 0                 | 0                 | 15       | 0      | 0           | 0          |
| K. Handschuh  | 23         | 1          | 1           | 0          | 2                 | 0                 | 0                 | 0                 | 25       | 1      | 1           | 0          |
| V. Heuschkel  | 2          | 0          | 0           | 0          | 0                 | 0                 | 0                 | 0                 | 2        | 0      | 0           | 0          |
| R. Hollmann   | 31         | 0          | 3           | 0          | 2                 | 0                 | 0                 | 0                 | 33       | 0      | 3           | 0          |
| F. Holzer     | 7          | 0          | 1           | 0          | 2                 | 0                 | 0                 | 0                 | 9        | 0      | 1           | 0          |
| U. Krause     | 15         | 0          | 0           | 0          | 2                 | 2                 | 0                 | 0                 | 17       | 2      | 0           | 0          |
| P. Lübeke     | 4          | 0          | 1           | 0          | 1                 | 0                 | 0                 | 0                 | 5        | 0      | 1           | 0          |
| F. Merkhoffer | 32         | 1          | 3           | 0          | 3                 | 0                 | 0                 | 0                 | 35       | 1      | 3           | 0          |
| U. Nester     | 8          | 0          | 0           | 0          | 0                 | 0                 | 0                 | 0                 | 8        | 0      | 0           | 0          |
| D. Popivoda   | 22         | 5          | 3           | 0          | 2                 | 0                 | 0                 | 0                 | 24       | 5      | 3           | 0          |
| H. Salewski   | 1          | 0          | 0           | 0          | 1                 | 0                 | 0                 | 0                 | 2        | 0      | 0           | 0          |
| F. Schön      | 1          | 0          | 0           | 0          | 0                 | 0                 | 0                 | 0                 | 1        | 0      | 0           | 0          |
| H. Trimhold   | 29         | 3          | 1           | 0          | 3                 | 0                 | 0                 | 0                 | 32       | 3      | 1           | 0          |
| M. Tripbacher | 29         | 0          | 3           | 0          | 2                 | 1                 | 0                 | 0                 | 31       | 1      | 3           | 0          |
| R. Worm       | 23         | 8          | 0           | 0          | 2                 | 0                 | 0                 | 0                 | 25       | 8      | 0           | 0          |
| D. Zembski    | 7          | 0          | 0           | 0          | 1                 | 0                 | 1                 | 0                 | 8        | 0      | 1           | 0          |